# Batalha de Trenton
A Batalha de Trenton aconteceu em 26 de dezembro de 1776, durante a Guerra da Independência dos Estados Unidos, depois que o General George Washington cruzou o rio Delaware com suas tropas ao norte de Trenton, Nova Jérsei. A difícil travessia sob um clima ameno permitiu que Washington liderasse um grande ataque surpresa com o Exército Continental contra os soldados de Hesse em Trenton. Após a curta batalha, quase todo o exército hessiano foi capturado, com perdas insignificantes para os americanos. Essa batalha aumentou consideravelmente o moral dos soldados do Exército Continental norte-americano e atraiu mais recrutas e adeptos para a causa.
O Exército Continental já tinha sofrido várias derrotas em Nova Iorque e tinha sido forçado a recuar através de Nova Jérsia para a Pensilvânia. A moral no exército era baixa; para encerrar o ano com uma nota positiva, George Washington - Comandante-em-Chefe do Exército Continental - engendrou um plano para atravessar o Rio Delaware na noite de 25 a 26 de Dezembro e cercar a guarnição dos Hessianos.
Como o rio estava gelado e o clima era severo, a travessia mostrou-se perigosa. Dois destacamentos não conseguiram atravessar o rio, deixando Washington com apenas 2 400 homens sob seu comando para o assalto, 3 000 menos do que o planejado. O exército marchou durante 9 milhas (14,5 km) a sul de Trenton. Os hessianos tinham baixado a guarda, pensando que estavam a salvo do exército americano e não possuíam postos avançados ou patrulhas de longa distância. As forças de Washington apanharam-nos de surpresa e, após uma resistência curta mas feroz, a maioria dos Hessianos rendeu-se. Quase dois terços da guarnição de 1 500 homens foram capturados, e apenas algumas tropas escaparam através de Assunpink Creek.
Apesar dos pequenos números da batalha, a vitória americana inspirou rebeldes nas colónias. Com o sucesso da revolução em dúvida uma semana antes, o exército parecia estar à beira do colapso. A vitória dramática inspirou soldados a servir mais tempo e atraiu novos recrutas para as fileiras.